# Dźńana
Dźńana (sanskryt ज्ञान)

Poznanie teoretyczne, wiedza świecka i religijna, transcendentalnego typu – wgląd w naturę rzeczywistości. Jest to jedna z najcenniejszych jakości, jakie można zdobyć – zarówno w ujęciu filozofii hinduistycznej, jak i buddyjskiej. Słowo to wchodzi w skład wielu terminów religijnych i filozoficznych, tytułów i imion.
Osiągnięcie dźńany uwalniające zdobywcę od ignorancji i cierpienia, możliwe jest dzięki metodom nauczanym przez różne systemy i nauczycieli (guru).

## Terminy pokrewne
- kewaladźńana – doskonałe poznanie